# Charlotte Svensson (affärsutvecklare)

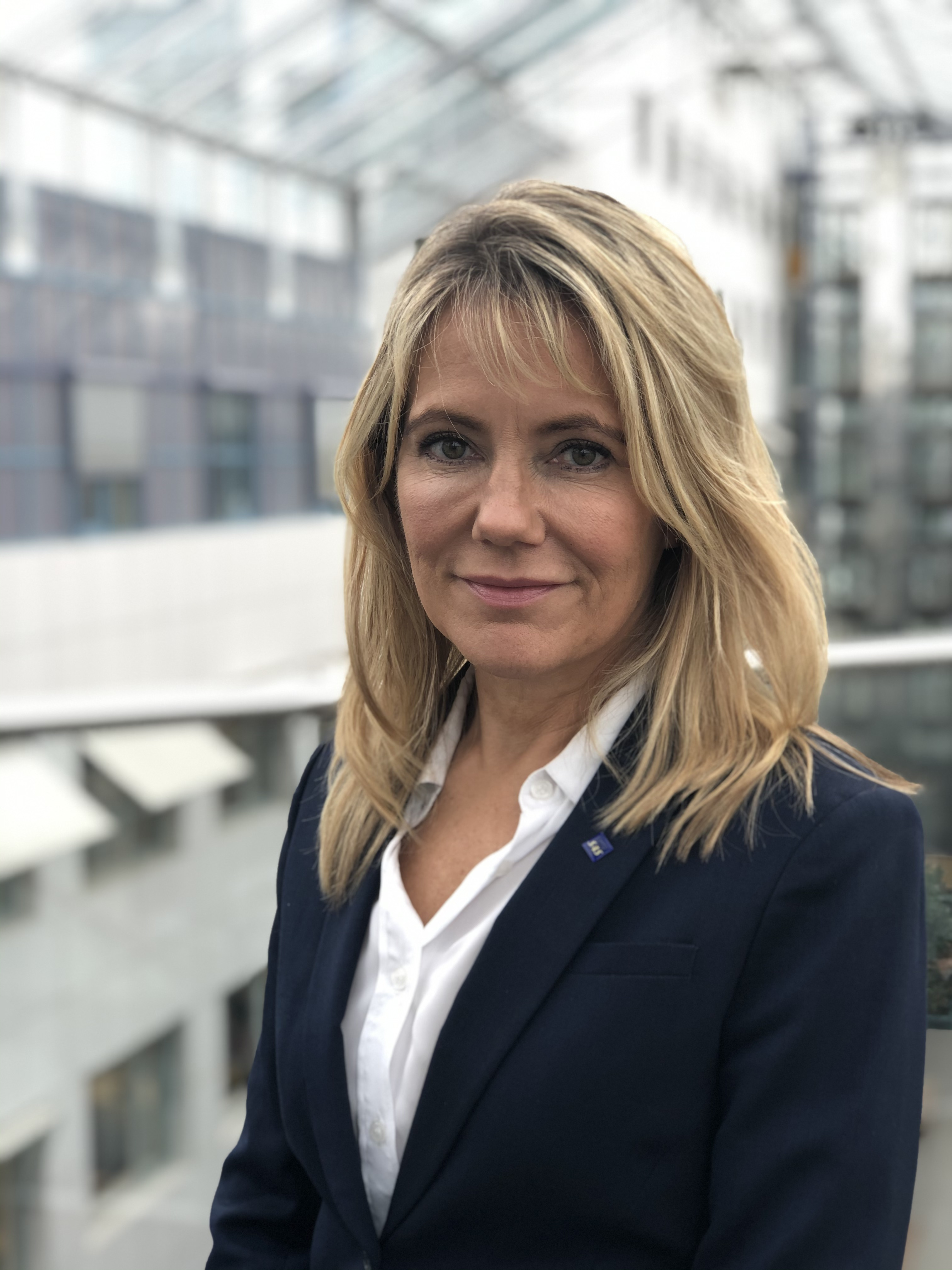
Charlotte Svensson år 2020.

Charlotte Svensson (tidigare Linden), född Högberg 30 december 1967, är en svensk affärsutvecklare som har varit verksam inom digital transformation i olika företag. Hon är sedan februari 2020 Chief Information Officer vid Scandinavian Airlines System.
Hon är utbildad systemvetare, och har studerat vid Chalmers Tekniska Högskola samt Stanford University. De senaste åren innan hon tillträdde på SAS den 1 februari 2020 var hon en del av Postnords koncernledning med ansvar för affärsområdet brev och digitala tjänster. Innan Postnord hade hon flera befattningar inom Bonnierkoncernen.

## Utmärkelser & priser
Charlotte Svensson har varit nominerad i Making Waves 2020.
Hon har fått utmärkleserna:
- This Year's Marketing organization 2016
- Juni 2016, One of the top 50 Nordic women in Business[1]
- C.I.O of the Year 2012